# レディ・イヴ (曲)
「レディ・イヴ」は、1996年2月28日発売された甲斐よしひろ11thシングル。

## 概要
オリジナル・アルバム『GUTS』からのシングルカットで、読売テレビ・日本テレビ系『ダウンタウンDX』エンディングテーマに使用された。
カップリングは甲斐バンド時代楽曲のライブ・バージョンでアルバム未収録。

## 収録曲
- 全作詞・作曲：甲斐よしひろ

1. レディ・イヴ
編曲：鎌田ジョージ
2. らせん階段（Live in Tokyo）
3. レディ・イヴ(Original Karaoke)